# Terminalia tricristata
Terminalia tricristata är en tvåhjärtbladig växtart som först beskrevs av H. Perr., och fick sitt nu gällande namn av René Paul Raymond Capuron. Terminalia tricristata ingår i släktet Terminalia och familjen Combretaceae. Inga underarter finns listade i Catalogue of Life.